# Pasukan Gerakan Khas

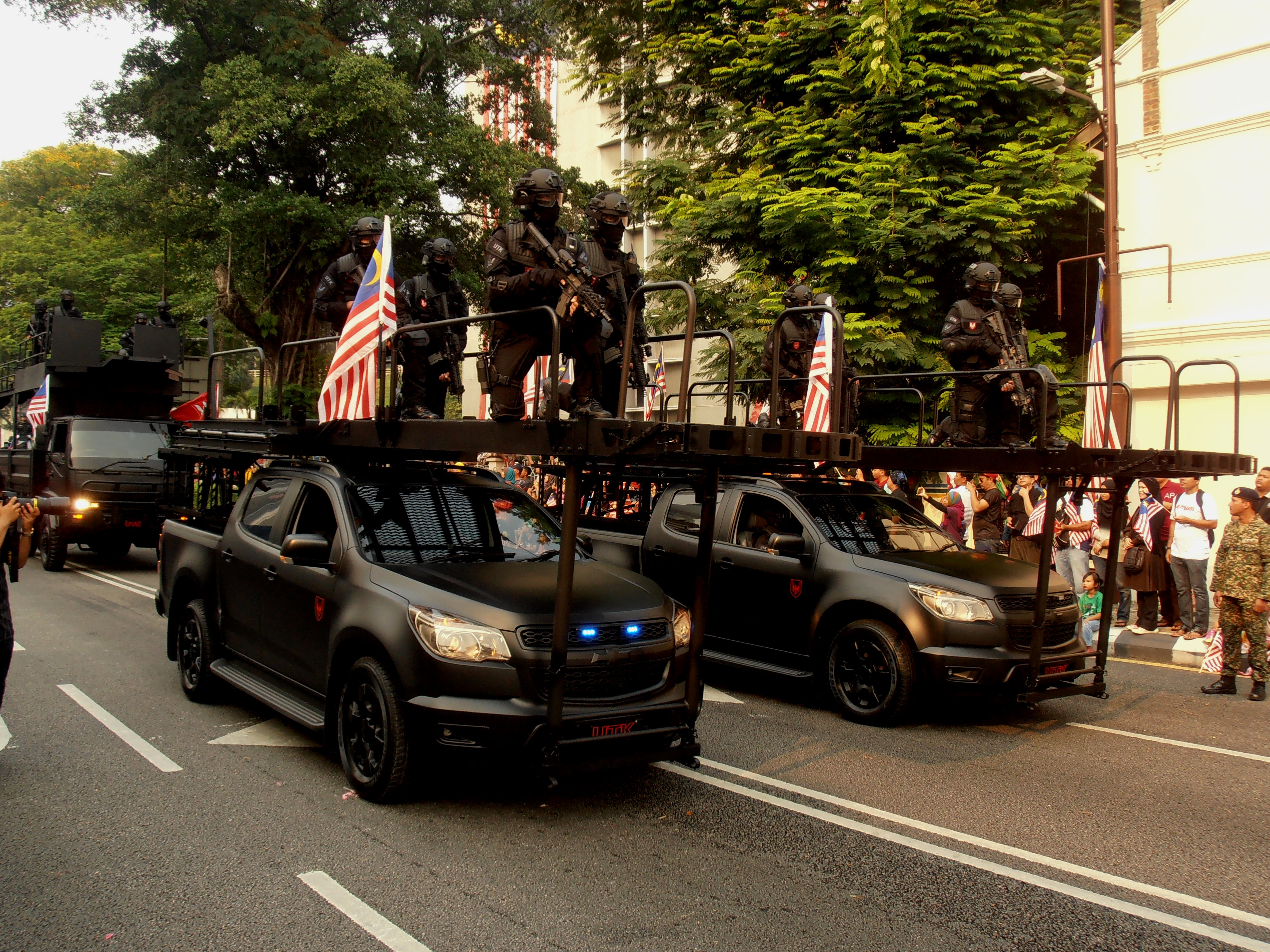
2015 Parada Nacional, Kuala Lumpur

A Pasukan Gerakan Khas (PGK; em português: Comando de Operações Especiais da Polícia) é uma unidade tática de elite antiterrorismo e de operações especiais da Polícia Real da Malásia (Polis Diraja Malásia, PDRM). O PGK possui duas subdivisões distintas; VAT-69 (Very Able Troopers-69; Komando 69) e a Unidade de Ações Especiais (em malaio: Unit Tindakan Khas; UTK).
A PGK é preparada para lidar com uma grande variedade de operações especiais, desde operações antiterrorismo até operações de resgate. O tamanho atual e a organização interna da PGK é assunto confidencial. Incumbida de se fazer cumprir a legislação malaia através de operações aéreas, marítimas e terrestres, a PGK é um componente vital da PDRM.

## Identidades
Boinas marrons
O símbolo do Destacamento A da Pasukan Gerakan Khas ou Unidade de Ações Especial (UTK).
Boinas cor de areia
O símbolo do Destacamento B da Pasukan Gerakan Khas ou 69° Batalhão de Comando (Komando 69)
Asas de paraqueda
O símbolo caracterírstico da PGK. Ele também identifica a competência das operações de paraquedistas, das unidades de transporte aéreo e de assalto aéreo.